# Dimitrios Levidis
Dimitrios Levidis (født 8. april 1886 i Athen, Grækenland, død 29. maj 1951) var en græsk komponist, lærer og pianist.
Levidis studerede komposition i Athen, Lausanne og München, hvor hans lærere var Frederich Klose og Richard Strauss. Han har skrevet orkesterværker, symfoniske digtninge, kammermusik, balletmusik, klavermusik etc. Han var inspireret af Richard Strauss, Maurice Ravel og især af Claude Debussy, og dennes impressionistiske Verden. Levidis blev fransk statsborger i 1929. Han underviste som lærer i komposition på Hellenic Musikkonservatorium, og grundlagde senere Phaleron Musikkonservatorium.

## Udvalgte værker
- Symfonisk digtning (1928) - for ondes martenot og orkester
- Lliaden (1942-1943) - oratorium for orkester
- Patr og Nymph (1924) - balletmusik
- Jorden i rummet (19?) - (symfonisk digtning) - for orkester